# Plebejus tribasijuncta
Plebejus tribasijuncta är en fjärilsart som beskrevs av Courvoisier 1912. Plebejus tribasijuncta ingår i släktet Plebejus och familjen juvelvingar. Inga underarter finns listade i Catalogue of Life.